# Union Pacific Corporation

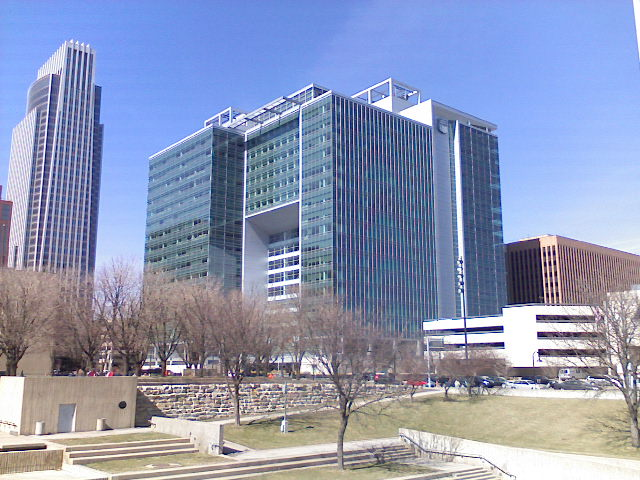
Union Pacific Center in Omaha

Die Union Pacific Corporation ist ein börsennotiertes US-amerikanisches Unternehmen mit Sitz in Omaha, in Nebraska. Sie ist die Muttergesellschaft der Eisenbahngesellschaft Union Pacific Railroad und besaß 2016 ein Streckennetz von 51.610 km Länge.

## Geschichte
In den 1960er Jahren begannen viele Eisenbahnunternehmen in den Vereinigten Staaten ihre Gesellschaftsstruktur zu verändern. Es wurden Holdinggesellschaften gegründet, unter deren Dach die Bahngesellschaft nur ein Geschäftszweig neben den anderen wirtschaftlichen Aktivitäten war. Dies sollte eine mögliche Regulierung durch die Transport-Behörde Interstate Commerce Commission aushebeln. Außerdem bot diese Struktur die Möglichkeit zur besseren Diversifizierung des Unternehmens. Ein weiteres Motiv war die Ende der 1960er Jahre diskutierte Privatisierung der amerikanischen Bahngesellschaften. Mit der veränderten Eigentümerstruktur versuchte man Vorkehrungen gegen eine Zerschlagung des Unternehmens zu treffen.
Deshalb wurde am 30. Januar 1969 die Union Pacific Corporation (UPC) gegründet. Diese wurde zur Muttergesellschaft der Union Pacific Railroad. Basis des Unternehmens war die schon seit 1898 in New York residierende Unternehmensleitung und Finanzabteilung. Die Union Pacific Corporation funktionierte auch als „Bank“ zwischen den Tochtergesellschaften. Diese mussten entsprechende liquide Mittel an die Holding abführen und konnten bei Bedarf auf diese zurückgreifen.
Bis Juni 1971 wurden alle Tochtergesellschaften der Union Pacific Railroad, die keine Verbindung zum Bahngeschäft hatten, auf die Union Pacific Corporation übertragen. Es handelte sich dabei unter anderem um folgende Unternehmen und deren Tochterunternehmen:
- Champlain Petroleum Company – Erdöl
- Rocky Mountain Energy Company – Kohle, Bergbau
- Upland Industries Corporation – Immobilien
- Union Pacific Land Resources Corporation – Immobilien, Grundbesitz
- Union Pacific Mining Company – Bergbau

1974 fusionierte die Rocky Mountain Energy Company  mit der Union Pacific Mining Company. 1987 wurden die Rocky Mountain Energy Company und die Champlain Petroleum Company in der neu gegründeten Union Pacific Resources Group Inc. gebündelt. Die Union Pacific Land Resources Corporation wurde eine Tochtergesellschaft der Upland Industries Corporation. Diese selbst wurde der Union-Pacific-Resources-Tochter Union Pacific Realty Company unterstellt.
In der Union Pacific Resources Group bündelte die Gesellschaft alle geschäftlichen Aktivitäten aus dem Bereich Grundbesitz, Immobilien, Bergbau und Energieversorgung. 1995 wurde 17 % des Anteilsbesitzes an Union Pacific Resources an die Börse gebracht und im folgenden Jahr die restlichen 83 % den Anteilseignern der Union Pacific Corporation angeboten. Der Geschäftsbericht zum 31. Dezember 1996 umfasste insgesamt 70 Tochtergesellschaften. Direkt der Union Pacific Resources untergeordnet waren davon elf Gesellschaften. Im April 2000 erwarb die Anadarko Petroleum Corporation die Union Pacific Resources Group.
1986 wurde die Spedition Overnite Transportation Company erworben. Nach dem Erwerb von Motor Cargo zum 30. November 2001 erfolgte die Reorganisation des Unternehmens als Overnite Corporation mit den Tochtergesellschaft Overnite Trucking und Motor Cargo Industries. 2005 erfolgte der Verkauf des Unternehmens an United Parcel Service. Am 31. Mai 1993 wurde das Logistik-Unternehmen Skyway Freight Systems erworben und 1998 an Genstar Capital verkauft.
Das im April 1988 erworbene Tochterunternehmen United States Pollution Control, Inc. (USPCI) wurde 1995 mit einem Verlust von rund 200 Millionen Dollar an Laidlaw International verkauft.
Von 2000 bis 2001 bestand die Fenix LLC. In diesem Unternehmen waren die Technologieunternehmen Nexterna (entstanden aus AMCI, seit 2005 unabhängig), Timera (entstanden aus PS Technology), Transentric (entstanden aus UP Technologies, jetzt weiterhin UPC-Tochter) und Ekanet (gemeinsam mit Norfolk Southern) gebündelt. Ziel war unter anderem die Breitbandversorgung des ländlichen Raumes. Das Projekt wurde nach kurzer Zeit wieder beendet. Die bahnnahen Technologien wurden behalten und die übrigen Bereiche veräußert.
Seit dem Verkauf von Overnite Transportation 2005 ist die Union Pacific Corporation ein reines Bahnunternehmen.
Im Juli 2025 vereinbarte die Union Pacific Corporation die Übernahme der Norfolk Southern Corporation im Wege einer Fusion für 85 Milliarden US-Dollar, zahlbar teils in von Union Pacific neu ausgegebenen Aktien, teils in bar. Falls die Wettbewerbskontrollbehörden diese bisher größte Übernahme in der Geschichte der nordamerikanischen Eisenbahnbranche genehmigen, entstünde ab voraussichtlich 2027 der erste Güterbahnbetreiber der USA, der die Ost- und die Westküste der Vereinigten Staaten verbindet.

## Tochterunternehmen
Zum 31. Dezember 2014 waren die beiden wichtigsten Tochterunternehmen:
- Union Pacific Railroad
- Southern Pacific Rail Corporation (In dieser Gesellschaft befinden sich die aus der Fusion mit der Southern Pacific noch bestehenden Beteiligungen und Verbindlichkeiten, die nicht auf die Union Pacific Railroad oder die Union Pacific Corporation übertragen wurden oder werden konnten.)

## Sitz des Unternehmens
Von 1969 bis Anfang 1970 war der Sitz des Unternehmens im Equitable Building in New York City. Dann bezog die Gesellschaft Büros im neu errichteten Hochhaus 345 Park Avenue. 1988 wurde der Unternehmenssitz nach Bethlehem (Pennsylvania) verlegt. Dort nutzte man Büroräume im Gebäude von Bethlehem Steel. Damit lag der Sitz in der Nähe des Landsitzes des Chairmans Andrew Lewis. 1997 wurde der Sitz nach Dallas in den Comerica Bank Tower (1717 Main Street) verlegt. Seit Sommer 1999 befindet sich der Unternehmenssitz in Omaha in einem gemeinsamen Gebäude mit der Union Pacific Railroad.

## Unternehmensleitung

### Präsidenten der Union Pacific Corporation
| Zeitraum                        | Name                | Anmerkung                                                          |
| ------------------------------- | ------------------- | ------------------------------------------------------------------ |
| 30. Januar 1969–1. August 1977  | James Evans         |                                                                    |
| 1. August 1977–1. Oktober 1986  | William S. Cook     |                                                                    |
| 1. Oktober 1986–1. Januar 1997  | Andrew L. Lewis     | ab 1. Oktober 1987 zusätzlich Chief Executive Officer und Chairman |
| 1. Januar 1997–1. Januar 2006   | Richard K. Davidson |                                                                    |
| 1. Januar 2006–2. März 2012     | James R. Young      |                                                                    |
| 2. März 2012–5. Februar 2015    | John J. Koraleski   |                                                                    |
| 5. Februar 2015-14. August 2023 | Lance M. Fritz      |                                                                    |
| seit 14. August 2023            | Beth Whited         |                                                                    |

### Chief Executive Officer und Chairman der Union Pacific Corporation
| Zeitraum                        | Name                | Anmerkung |
| ------------------------------- | ------------------- | --- |
| 30. Januar 1969–1. August 1977  | Frank E. Barnett    | Chairman und CEO                                                                                                 |
| 1. August 1977–1. Juli 1985     | James Evans         | Chairman und CEO vom 1. August 1977–1. Mai 1983; Chairman 1. Mai 1983–1. Juli 1985                               |
| 1. Mai 1983–1. Oktober 1987     | William S. Cook     | CEO 1. Mai 1983–1. Juli 1985, Chairman und CEO vom 1. Juli 1985–1. Oktober 1987                                  |
| 1. Oktober 1987–1. Januar 1997  | Andrew L. Lewis     | Chairman und CEO                                                                                                 |
| 1. Januar 1997–Januar 2006      | Richard K. Davidson | Chairman und CEO, Januar 2006–31. Januar 2007 Chairman                                                           |
| Januar 2006–15. Februar 2014    | James R. Young      | CEO ab Januar 2006, ab Januar 2007 bis März 2012: CEO und Chairman; ab 2. März 2012 – 15. Februar 2014: Chairman |
| 2. März 2012–30. September 2015 | John J. Koraleski   | ab 2. März 2012: CEO, ab März 2014 bis 5. Februar 2015: CEO und Chairman, seit 5. Februar 2015: Chairman         |
| 5. Februar 2015-14. August 2023 | Lance M. Fritz      | CEO, ab 1. Oktober 2015: CEO und Chairman                                                                        |
| seit 14. August 2023            | Jim Vena            | CEO |
| seit 14. August 2023            | Mike McCarthy       | Chairman |